# Sina Ebell
Sina Ebell (* 5. März 1984 in Ost-Berlin) ist eine deutsche Schauspielerin.

## Leben
Sina Ebell sang eine Zeit lang im Kinderchor des DDR-Fernsehens, ehe sie mit ihrer Familie ins Ruhrgebiet zog und dort aufwuchs. Sie besuchte das Gymnasium, verließ es nach Abschluss der 10. Klasse und arbeitete vorübergehend in der Kostümbildnerei am Essener Grillo-Theater. An der Staatlichen Hochschule für Musik und Darstellende Kunst in Stuttgart ließ sich Ebell zur Schauspielerin ausbilden, daran anschließend hatte sie von 2008 bis 2011 ihr erstes Festengagement am Schauspielhaus Düsseldorf. Hier spielte sie unter anderem in Frühlings Erwachen von Frank Wedekind und Liliom von Ferenc Molnár. Seit 2011 ist sie freischaffend tätig und war neben anderen am Bochumer Rottstraße 5 Theater zu sehen, an den Wuppertaler Bühnen und am Kurtheater Baden in der Schweiz. Daneben gehört sie zum Ensemble des Künstlerkollektivs „Die Happy Few“, das sie 2010 gemeinsam mit Patrick M. Schneider und David Schnaegelberger gegründet hatte. In ihrer Heimatstadt Berlin gastierte sie im Theater unterm Dach in dem Stück Gutmenschendämmerung von Marcel Luxinger.
Gelegentlich sieht man Sina Ebell auch vor der Kamera. Ihre erste Hauptrolle spielte sie 2015 in dem Kinofilm Das fehlende Grau von Nadine Heinze und Marc Dietschreit. Im Fernsehen übernahm Ebell Rollen unter anderem in den Kriminalfilmreihen Tatort und Die Füchsin.
Sina Ebell lebt in Gelsenkirchen. Unter den veränderten Bedingungen der Corona-Pandemie startete im Oktober 2020 am Theater Duisburg das Monodram "Iphigenia" mit Ebell in der Titelrolle.

## Filmografie
- 2012: Doppelgängerin
- 2015: Das fehlende Grau
- 2016: Tatort – Auf einen Schlag
- 2016: SOKO Wismar – Schnee aus Kolumbien
- 2017: Der Usedom-Krimi: Trugspur
- 2017: Happy Burnout
- 2018: Lieben und Töten im Dreißigjährigen Krieg
- 2019: Mein Schwiegervater, der Camper
- 2019: Käthe und ich: Dornröschen
- 2019: Käthe und ich: Das Findelkind
- 2021: Die Füchsin: Romeo muss sterben

## Hörspiele
- 2005: Der Entenkönig – Autor: Kai Schmidt – Regie: Oliver Sturm